# Верховная рада Украины IX созыва
Верховная рада Украины IX созыва — однопалатный парламент Украины, избранный в результате внеочередных выборов 21 июля 2019 года.
В состав Верховной рады вошли представители пяти партий по пропорциональной системе, а также кандидаты от десяти партий и 46 самовыдвиженцев по одномандатным округам.
29 августа 2019 года на торжественном заседании парламента народные депутаты были приведены к присяге.
Это первый созыв Верховной рады в политической истории Украины, в котором одна из партий, «Слуга народа», получила абсолютное большинство мандатов и избежала необходимости проводить переговоры о формировании правящей коалиции.

## Руководство
| Должность       | Лицо                | Время на посту         | Партия       |
| --------------- | ------------------- | ---------------------- | ------------ |
| Председатель    | Руслан Стефанчук    | 2021 — настоящее время | Слуга народа |
| 1-й заместитель | Александр Корниенко | 2021 — настоящее время | Слуга народа |
| Заместитель     | Елена Кондратюк     | 2019 — настоящее время | Батькивщина  |

## Результаты выборов

Распределение депутатов по политическим партиям

Согласно Конституции Украины, в состав Верховной рады входит 450 депутатов. В результате прошедших выборов избраны 424 депутата. Согласно части пятой статьи 8 закона «Об обеспечении прав и свобод граждан и правовом режиме на временно оккупированной территории Украины», выборы на территории Автономной Республики Крым (округа 1-10) и Севастополя (округа 224, 225) не проводились. Также не проводились выборы в девяти округах (№ 41-44, 53-56, 61) Донецкой и пяти округах (№ 104, 108—111) Луганской областей.
Пропрезидентская партия «Слуга народа» на выборах набрала 43,16 % и получила 124 места. В дополнение кандидаты, поддержанные этой партией, одержали победу в 130 одномандатных округах. Благодаря этому партия получила численное большинство в парламенте и может обойтись без создания правительственной коалиции. Пятипроцентный барьер преодолели ещё четыре партии: «Оппозиционная платформа — за жизнь», «Батькивщина», «Европейская солидарность» и «Голос». Представители ещё трёх партий прошли в Раду по одномандатным округам: «Оппозиционный блок», «Свобода» и «Самопомощь». По одному депутату от мажоритарных округов представляют партии «Единый центр» и «Белая Церковь вместе», которые не участвовали в выборах по партийным спискам.

|  | Партия                             | Руководитель                                | Многомандатный округ | Одномандатные округа | Количество депутатов |
|  | ---------------------------------- | ------------------------------------------- | -------------------- | -------------------- | -------------------- |
|  | Слуга народа                       | Давид Арахамия                              | 43,16 % ()           |                      | 235 из 450           |
|  | Оппозиционная платформа — За жизнь | Юрий Бойко Вадим Рабинович Виктор Медведчук | 13,05 % ()           |                      | 22 из 450            |
|  | Европейская солидарность           | Пётр Порошенко                              | 8,10 % (25)          | 2                    | 27 из 450            |
|  | Батькивщина                        | Юлия Тимошенко                              | 8,18 % (24)          | 2                    | 26 из 450            |
|  | «Голос»                            | Юлия Клименко                               | 5,82 % (17)          | 3                    | 9 из 450             |
|  | Оппозиционный блок                 |                                             | 3,03 %               | 6                    | 6                    |
|  | Свобода                            |                                             | 2,15 %               | 1                    | 1                    |
|  | Самопомощь                         |                                             | 0,62 %               | 1                    | 1                    |
|  | Единый центр                       |                                             | —                    | 1                    | 1                    |
|  | «Белая Церковь вместе»             |                                             | —                    | 1                    | 1                    |
|  | Самовыдвиженцы                     |                                             | —                    | 46                   | 46                   |
|  | Вакантные места                    |                                             |                      |                      | 26                   |

## Подготовка к работе
29 июля — 4 августа на курорте Трускавец прошёл тренинг для депутатов нового созыва от партии «Слуга народа», в программу которого вошло изучение основ государственного строительства и ознакомление с современными технологиями взаимодействия власти и общества. Для чтения лекций были привлечены ведущие специалисты в обороне, образовании, государственном администрировании. Учебный курс был разработан Тимофеем Миловановым, руководителем Киевской школы экономики и лектором в Университете Питсбурга (США), будущим министром развития экономики, торговли и сельского хозяйства Украины.
Тренинги для новых депутатов Верховной рады также финансировались Управлением международного развития США (USAID).

## Фракции и депутатские группы
На первом заседании Верховной рады 29 августа 2019 года было объявлено о создании фракций и депутатской группы:
- Фракция «Слуга народа» (254 нардепа), председатель фракции — Давид Арахамия;
- «Оппозиционная платформа — За жизнь» (44 нардепа), сопредседатели фракции — Юрий Бойко и Вадим Рабинович;
- «Европейская солидарность» (27 нардепов), сопредседатели фракции — Артур Герасимов и Ирина Геращенко;
- ВО «Батькивщина» (25 нардепов), председатель фракции — Юлия Тимошенко;
- «Голос» (17 нардепов), председатель фракции — Сергей Рахманин. От партии «Голос» в Раду прошли 20 нардепов — 17 по списку и 3 мажоритарщика. Во фракцию, однако, вошли только 17 нардепов, прошедших по списку; ещё 3 мажоритарщика должны присоединиться к фракции позже[9];
- Депутатская группа «За будущее» (23 нардепа), сопредседатели — Виктор Бондарь, Тарас Батенко. В мае 2020 года на её основе была сформирована партия «За будущее», которую возглавил нардеп Игорь Палица[10].
- Депутатская группа «Доверие» (17 нардепов). Председатель — Олег Кулинич, заместитель — Валерий Лунченко[11][12].

## Комитеты Верховной рады
Как сообщило издание «Украинская правда», подготовительная группа по организации первого заседания Верховной рады IX созыва утвердила руководителей, заместителей и секретарей 23 комитетов. 29 августа Верховная рада пакетом и без обсуждения утвердила список руководителей, заместителей, секретарей и членов 23 комитетов.
Фракция «Слуга народа» получила в комитетах 19 должностей председателей и 49 должностей заместителей и секретарей.
Партия «Оппозиционная платформа — За жизнь» получает одну должность председателя комитета и 14 должностей заместителей и секретарей.
«Батькивщина» и «Европейская солидарность» возглавили по одному комитету, получив соответственно 10 и 3 должности заместителей и секретарей.
«Голос» получит 13 должностей заместителей и секретарей в комитетах, внефракционные депутаты — 1 комитет и 10 должностей заместителей и секретарей.
Комитет по вопросам антикоррупционной политики
председатель Анастасия Красносельская («СН»)
первый заместитель Ярослав Юрчишин («Голос»)
секретарь Михаил Цымбалюк («Батькивщина»)
Комитет по вопросам аграрной политики и земельной политики
председатель Николай Сольский («СН»)
первый заместитель Иван Кириленко («Батькивщина»)
секретарь Иван Чайковский (внефракционный)
Комитет по вопросам бюджета
председатель Юрий Аристов («СН»),
первый заместитель Иван Крулько («Батькивщина»)
секретарь Владимир Цабаль («Голос»)
Комитет по вопросам гуманитарной и информационной политики
председатель Александр Ткаченко («СН»)
первый заместитель Ирина Констанкевич (внефракционная)
секретарь Александр Абдуллин («Батькивщина»)
Комитет по вопросам экологической политики и природопользования
председатель Олег Бондаренко («СН»)
первый заместитель Степан Ивахив (внефракционный)
секретарь Александр Фельдман («ОПЗЖ»)
Комитет по вопросам экономического развития
председатель Дмитрий Наталуха («СН»)
первый заместитель Сергей Тарута («Батькивщина»)
секретарь Ярослав Рущишин («Голос»)
Комитет по вопросам энергетики и жилищно-коммунальных услуг
председатель Андрей Герус («СН»)
первый заместитель Алексей Кучеренко («Батькивщина»)
секретарь Юрий Шаповалов (внефракционный)
Комитет по вопросам здоровья нации, медицинской помощи и медицинского страхования
председатель Михаил Радуцкий («СН»)
первый заместитель Валерий Дубиль («Батькивщина»)
секретарь Яна Зинкевич («Евросолидарность»)
Комитет по вопросам внешней политики и межпарламентского сотрудничества
председатель Богдан Яременко («СН»)
первый заместитель Григорий Немыря («Батькивщина»)
секретарь Соломия Бобровская («Голос»)
Комитет по вопросам интеграции Украины с Европейским Союзом
председатель Иванна Климпуш-Цинцадзе («Евросолидарность»)
первый заместитель Вадим Галайчук («СН»)
секретарь Евгений Яковенко («Батькивщина»)
Комитет по вопросам финансов, налоговой и таможенной политики
председатель Данил Гетманцев («СН»)
первый заместитель Ярослав Железняк («Голос»)
секретарь Игорь Палица (внефракционный)
Комитет по вопросам образования, науки и инноваций
председатель Сергей Бабак («СН»)
первый заместитель Александр Лукашев («СН»)
секретарь Наталья Пипа («Голос»)
Комитет по правам человека, деоккупации и реинтеграции временно оккупированных территорий в Донецкой и Луганской областях и АР Крым, Севастополя, национальных меньшинств, межнациональных отношений
председатель Дмитрий Лубинец (самовыдвиженец)
первый заместитель Максим Ткаченко («СН»)
секретарь Рустем Умеров («Голос»)
Комитет по вопросам цифровой трансформации
председатель Михаил Крячко («СН»)
первый заместитель Кира Рудик («Голос»)
секретарь Сергей Ларин («ОПЗЖ»)
Комитет по вопросам правовой политики
председатель Ирина Венедиктова («СН»)
первый заместитель Василий Нимченко («ОПЗЖ»)
секретарь Олег Макаров («Голос»)
Комитет по вопросам правоохранительной деятельности
председатель Денис Монастырский («СН»)
первый заместитель Андрей Осадчук («Голос»)
секретарь Сергей Минько (внефракционный)
Комитет по вопросам транспорта и инфраструктуры
председатель Владимир Крейденко («СН») — данные агентства «Интерфакс-Украина»; по данным «Украинской правды», депутаты не определились с председателем
первый заместитель Юлия Клименко («Голос»)
секретарь Геннадий Вацак (внефракционный)
Комитет по вопросам организации государственной власти, местного самоуправления, регионального развития и градостроительства
председатель Андрей Клочко («СН»)
первый заместитель Роман Лозинский («Голос»)
секретарь Дмитрий Исаенко («ОПЗЖ»)
Комитет по вопросам нацбезопасности, обороны и разведки
председатель Александр Завитневич («СН»)
первый заместитель Михаил Забродский («Европейская солидарность»)
секретарь Роман Костенко («Голос»)
Комитет по вопросам свободы слова
председатель Нестор Шуфрич («ОПЗЖ»)
первый заместитель Евгений Брагарь («СН»)
секретарь Сергей Швец («СН»)
Комитет по вопросам социальной политики и защиты прав ветеранов
председатель Галина Третьякова («СН»)
первый заместитель Анжелика Лабунская («Батькивщина»)
секретарь Николай Бабенко (внефракционный)
Комитет по вопросам молодежи и спорта
председатель Андрей Кожемякин («Батькивщина»)
первый заместитель Жан Беленюк («СН»)
секретарь Григорий Суркис («ОПЗЖ»)
Комитет по вопросам регламента, депутатской этики и организаций работы Верховной Рады
председатель Сергей Кальченко («СН») — кандидатура окончательно не утверждена фракцией
первый заместитель Андрей Пузийчук («Батькивщина»)
секретарь Михаил Папиев («ОПЗЖ»).

## Команда Зеленского и Верховная рада
Среди тех, кто совместно с президентом Зеленским обсуждает и вырабатывает ключевые решения, в том числе касающиеся предстоящей работы парламента и назначений в будущем правительстве, называют главу Офиса президента Андрея Богдана, его заместителей Кирилла Тимошенко, Алексея Гончарука и Андрея Геруса, Руслана Рябошапку и Юрия Костюка, а также помощников президента Сергея Шефира и Андрея Ермака. За разработку законопроектов и прохождение их через Раду отвечает представитель президента в парламенте Руслан Стефанчук.

## Начало работы Верховной рады
Повестка дня первого заседания Верховной рады (29 августа 2019 года)
Выступая перед депутатами, президент Зеленский назвал три задачи, которые стоят перед властью, — укрепление обороны, мир в Донбассе и возвращение Крыма. Эти задачи должны быть решены в течение года: «Вы можете попасть в учебники как парламент, который сделал невероятное, или, не дай бог, как парламент, который просуществовал всего один год… Поверьте, я знаю, что распускать Раду не так страшно, искренне надеюсь, что этого не случится».

### Утверждение правительства
Верховная рада утвердила новый состав правительства:
- вице-премьер по вопросам европейской и евроатлантической интеграции — Дмитрий Кулеба;
- вице-премьер, министр цифровой трансформации — Михаил Фёдоров;
- министр развития экономики, торговли и сельского хозяйства — Тимофей Милованов;
- министр финансов — Оксана Маркарова;
- министр энергетики и защиты окружающей среды — Алексей Оржель;
- министр инфраструктуры — Владислав Криклий;
- министр развития общин и территорий — Алёна Бабак;
- министр образования и науки — Анна Новосад;
- министр здравоохранения — Зоряна Скалецкая;
- министр культуры, молодежи и спорта — Владимир Бородянский;
- министр социальной политики — Юлия Соколовская;
- министр внутренних дел — Денис Монастырский;
- министр по делам ветеранов, временно оккупированных территорий и внутренне перемещенных лиц — Оксана Коляда;
- министр Кабинета министров — ;
- министр юстиции — Денис Малюська.

Рада также утвердила по представлению президента Владимира Зеленского министром иностранных дел Вадима Пристайко, министром обороны Андрея Загороднюка, генпрокурором Руслана Рябошапку, главой СБУ Ивана Баканова.
Пять депутатов из фракции «Слуга народа» (Михаил Федоров, Анна Новосад, Владислав Криклий, Алексей Оржель и Денис Малюська), вошедшие в правительство Алексея Гончарука, сложили депутатские полномочия.

### Отмена неприкосновенности депутатов
3 сентября 2019 года Верховная рада поддержала во втором чтении и в целом законопроект об отмене неприкосновенности народных депутатов. Таким образом из ст. 80 Конституции удаляются два абзаца о том, что депутатам гарантируется неприкосновенность и без согласия Верховной рады их нельзя привлечь к уголовной ответственности. Депутатская неприкосновенность отменена с 1 января 2020 года.

## Схема рассадки
Депутаты фракции «Слуга народа» занимают переднюю часть зала заседаний, их коллеги из других фракций и внефракционные депутаты размещаются сзади. Отмечается, что такая рассадка даёт правящей партии несколько преимуществ. Во-первых, оппозиция не может заниматься блокированием трибуны: все проходы к ней прикрыты. Во-вторых, оппозицию будут меньше показывать камеры, которые ведут трансляцию заседаний парламента. Как заявил будущий глава партии Александр Корниенко, «мы сделали рассадку, позволяющую нам эффективно работать, а им меньше пиариться».

## «Слуга народа» и коррупционные риски
Как отмечают СМИ, уже во время тренинга в Трускавце были отмечены попытки установления представителями групп влияния контактов с будущими депутатами от партии «Слуга народа». Давид Арахамия, один из потенциальных кандидатов на пост главы парламентской фракции «Слуга народа» (вторым называли Александра Дубинского), уже тогда усматривал опасность как в противостоянии внутри фракции разных групп влияния, так и в прямом подкупе части её депутатов. Арахамия предложил для минимизации коррупционных рисков внедрить электронную систему мониторинга работы депутатов, которая позволит распознавать аномалии при голосовании и анализировать, не может ли такая аномалия быть связана с коррупционными рисками.
Отмечалось, что внутри фракции уже обозначилось несколько группировок — до тридцати депутатов могут представлять интересы Игоря Коломойского, ещё столько же — Арсена Авакова. По некоторым сведениям, свою группу поддержки пытался сформировать и Ринат Ахметов.
В середине октября 2019 года во фракции «Слуга народа» вспыхнул коррупционный скандал: глава фракции Давид Арахамия сообщил в интервью, что его коллегам из комитета по финансам, налоговой и таможенной политике предлагались крупные взятки с целью не допустить принятия пакета законопроектов. Арахамия упомянул, что принятие этих законов может ударить, в частности, по Игорю Коломойскому. 19 октября стало известно, что один из законопроектов, о которых говорил Арахамия (законопроект «О внесении изменений в Налоговый кодекс Украины относительно ликвидации коррупционной схемы в сфере регистрации информации из отчётов об оценке объектов недвижимости» (№ 2047-д)), не был поддержан на заседании комитета и не будет поставлен на голосование Рады: его поддержали лишь 5 из 16 депутатов фракции «Слуга народа», входящих в комитет. 23 октября Специальная антикоррупционная прокуратура (САП) распространила заявление о начале расследования возможного коррупционного преступления. Ссылаясь на публикации СМИ, САП заявила о возможном получении 11 депутатами взяток за голосование против рассматривавшихся в Раде проектов законов. Все они являются членами комитета по финансам, налоговой и таможенной политике. Заместитель главы комитета Александр Дубинский, много лет работавший ведущим на принадлежащем Коломойскому телеканале «1+1», также проголосовавший против принятия офшорных законопроектов, сообщил, что по требованию Офиса президента Украины он и его коллеги по комитету прошли тестирование на детекторе лжи, чтобы доказать отсутствие материальной заинтересованности в отказе поддержать законопроекты. Тестирование Дубинского показало, что он «непричастен к договорённости, ожиданию и получению неправомерного денежного вознаграждения за голосование против проекта 2047 и не знает, кто из членов комитета причастен к этому». Результаты тестирования других депутатов не раскрывались. Глава партии «Слуга народа» Дмитрий Разумков в эфире телеканала ICTV подверг критике своих коллег, устроивших выяснение отношений при помощи полиграфа. Коррупционные скандалы вынудили руководство партии созвать 28 октября срочное заседание парламентской фракции.

## Оппозиция
29 августа 2019 года, на первом заседании Верховной рады, сопредседатель фракции «Европейская солидарность» Ирина Геращенко заявила, что партия переходит в оппозицию по отношению к правящей партии «Слуга народа» Владимира Зеленского. Представители фракции заявили на брифинге, что законопроекты, поданные президентом Зеленским и «Слугой народа» в Верховную раду, могут превратить Украину в тоталитарное государство.
13 ноября 2019 года после принятия в первом чтении законопроекта о продаже сельскохозяйственных земель лидер партии «Батькивщина» Юлия Тимошенко заявила о переходе в оппозицию «к политике уничтожения Украины, в оппозицию к политике продолжения эпохи бедности». Фракция также обратилась в Конституционный суд с просьбой разъяснить, не противоречит ли Конституции этот законопроект. Как заявила Юлия Тимошенко, партия поддерживала президента Владимира Зеленского с момента его избрания, но из-за одобренного закона отказывается от поддержки: «Сегодня президент Украины Владимир Зеленский перешёл все „красные линии“. По его поручению сегодня проголосован закон о продаже земли сельскохозяйственного назначения».

## Президент и Верховная рада

### 2019
29 августа президент Зеленский внёс в парламент законопроект об особой процедуре отстранения президента Украины с занимаемого поста. 10 сентября закон был принят Радой и 23 сентября подписан президентом.
30 августа Зеленский внёс в парламент проект закона, которым предлагается вывести Национальную гвардию из подчинения Министерства внутренних дел и подчинить её президенту. Парламентский комитет по вопросам правоохранительной деятельности отложил рассмотрение законопроекта после того, как Зеленский и министр внутренних дел Арсен Аваков договорились о необходимости его доработки.
2 сентября Зеленский распорядился, чтобы правительство до 1 октября 2019 года подготовило, а парламент до 1 декабря принял законопроект о рынке земель сельскохозяйственного назначения и отменил мораторий на продажу земли. Соответствующий законопроект правительство подало в Раду в конце сентября.
2 сентября Зеленский распорядился, чтобы правительство до 1 октября 2019 года подготовило, а парламент до 1 декабря принял законы о легализации игорного бизнеса и о легализации добычи янтаря.
Скорость, с которой пропрезидентское большинство из фракции «Слуга народа» одобряет инициированные президентом законопроекты, дала повод оппозиции подвергнуть её критике за популизм, излишнюю спешку и авторитарные замашки.
3 сентября Рада приняла в первом чтении и направила в Конституционный суд президентский законопроект, которым предлагается предоставить президенту право формировать Национальное антикоррупционное бюро, назначать на должности и освобождать от должностей директора НАБУ и директора Государственного бюро расследований, а также образовывать независимые регуляторные органы, осуществляющие государственное регулирование, мониторинг и контроль за деятельностью субъектов хозяйствования в отдельных сферах, назначать на должности и освобождать от должностей их членов.
3 сентября Рада приняла в первом чтении и направила в Конституционный суд президентский законопроект, которым предлагается предоставить право законодательной инициативы «народу».
3 сентября Рада приняла в первом чтении и направила в Конституционный суд президентский законопроект, которым предлагается уменьшить конституционный состав Верховной рады с 450 до 300 депутатов и закрепить пропорциональную избирательную систему.
3 сентября Рада приняла в первом чтении и направила в Конституционный суд президентский законопроект, которым предлагается ввести в статье 81 Конституции дополнительные основания досрочного прекращения полномочий народного депутата Украины.
3 сентября Рада приняла в первом чтении и направила в Конституционный суд президентский законопроект, которым предлагается расширить полномочия Рады и дать ей право создавать вспомогательные парламентские органы «в пределах средств, предусмотренных в государственном бюджете Украины».
В Конституционный суд также отправлены президентские законопроекты, предполагающие изменения в Основной закон:
- об отмене адвокатской монополии,
- об уполномоченных Верховной рады[45]. 21 ноября Конституционный суд признал не соответствующим требованиям Конституции Украины внесённый президентом Владимиром Зеленским законопроект № 1016 о внесении изменений в статьи 85 и 101 Конституции относительно уполномоченных Верховной рады, поскольку предложенные изменения (возможность назначения Радой своих уполномоченных для осуществления парламентского контроля над соблюдением Конституции и законов в отдельных сферах) не согласуются с конституционными принципами верховенства права и разделения государственной власти, принципами демократического, правового государства и в случае введения будут угрожать правам и свободам человека[46].

Законопроекты об изменениях в Конституцию, направленные в Конституционный суд, Верховная рада сможет принять на третьей сессии парламента, которая начнётся в феврале 2020 года.
10 сентября комитет Верховной рады по вопросам правоохранительной деятельности рекомендовал принять президентский законопроект о реформе органов прокуратуры за основу и в целом.
10 сентября Верховная рада приняла в целом президентский законопроект об импичменте. 23 сентября Зеленский подписал его.
23 сентября Зеленский подписал Закон «О внесении изменений в некоторые законодательные акты Украины относительно первоочередных мер по реформе органов прокуратуры», принятый парламентом 19 сентября. Законом предписано провести аттестацию действующих прокуроров. После проведения аттестации действующая структура органов прокуратуры будет изменена на следующую: Офис Генерального прокурора, областные прокуратуры, окружные прокуратуры. Законом также предусмотрена ликвидация военных прокуратур, но при этом установлено право Генерального прокурора в случае необходимости создавать специализированные прокуратуры. Максимальное число работников органов прокуратуры сокращается с 15 тыс. до 10 тыс. человек.
4 октября Верховная Рада утвердила новый состав Центральной избирательной комиссии. Предыдущий состав был распущен Радой в сентябре по представлению Зеленского.
15 октября Зеленский подписал закон, разрешающий Национальному антикоррупционному бюро Украины (НАБУ) и Государственному бюро расследований (ГБР) осуществлять прослушку без согласования со Службой безопасности.
31 октября Верховная рада вернула уголовную ответственность за незаконное обогащение и ввела инструмент гражданской конфискации необоснованных активов чиновников. В Уголовный кодекс Украины была внесена статья 368-5 «незаконное обогащение», предусматривающая лишение свободы на срок от 5 до 10 лет с лишением права занимать определённые должности или заниматься определённой деятельностью на срок до 3 лет. Принятие закона было одним из условий продолжения программы сотрудничества Украины с МВФ.
31 октября Верховная рада создала временную следственную комиссию по вопросам расследования взрывов на складах боеприпасов в 2014—2018 годах. Среди задач комиссии — проведение проверки ведомостей о пожарах на складах боеприпасов на стратегических объектах Министерства обороны, перепроверка хода расследований правоохранительных органов по данным происшествиям.
13 ноября в первом чтении был принят законопроект «О внесении изменения в некоторые законодательные акты Украины об обороте земель сельскохозяйственного назначения», отменяющий с 1 октября 2020 года запрет на продажу земель сельхозназначения. Право на покупку земли получают граждане и юридические лица Украины, территориальные общины, государство, иностранные граждане, а также лица без гражданства. До 1 января 2024 года приобретение земель сельхозназначения не допускается для юридических лиц, бенефициарным владельцем которых являются иностранцы, лица без гражданства, юридические лица, созданные по законодательству иному, чем законодательство Украины, иностранные государства. Допустимая концентрация земли в собственности одного владельца — 35 % в пределах одного района, 15 % в пределах одной области и 0,5 % (более 200 тыс. га) в пределах Украины.
Принятие закона проходило в напряжённой атмосфере, с попытками блокировать трибуну, и фактически противопоставило «Слугам народа» все остальные фракции. За законопроект проголосовали лишь 227 членов фракции СН и 13 внефракционных депутатов. Проведения земельной реформы неоднократно требовали Международный валютный фонд и Всемирный банк.
15 ноября Рада приняла за основу в первом чтении президентский законопроект об отмене с 1 января 2020 года государственной монополии на производство спирта.
31 октября Верховная рада приняла законопроект о выделении газотранспортной системы (ГТС) из структуры компании «Нафтогаз Украины». 15 ноября Зеленский подписал этот закон, что позволило в дальнейшем создать независимого оператора ГТС в соответствии с европейским законодательством и подписать контракт на транзит газа с «Газпромом» по европейским правилам.
13 декабря Владимир Зеленский внёс в Верховную раду законопроект о внесении в Конституцию изменений, касающихся децентрализации управления. Законопроект был призван обойти одно из положений минских соглашений, предполагающих предоставление особого статуса ОРДЛО. Вместо этого, как предполагалось, они должны быть приравнены в правах к другим регионам, которые все будут наделены ограниченными правами местного самоуправления при сохранении унитарной модели украинского государства. Позднее проект был отозван.
4 декабря Верховная рада приняла закон о предоставлении статуса участника боевых действий участникам добровольческих батальонов, воевавшим в Донбассе. Закон вступил в силу 1 января 2020 года. Он предусматривает получение статуса участника боевых действий участниками добровольческих военизированных формирований, которые более 30 дней защищали «независимость и суверенитет Украины» в Донбассе и не вошли в состав силовых ведомств. К ним относятся формирования «Правого сектора» — Украинская добровольческая армия и Добровольческий украинский корпус — а также батальон ОУН.
25 декабря Владимир Зеленский подписал закон «О рынке электрической энергии», которым, в частности, предусмотрен запрет импорта электроэнергии из России по двусторонним договорам. Импорт электроэнергии из России был прекращён в ноябре 2015 года. В сентябре 2019 года Верховная рада разрешила поставки по двусторонним договорам из России и Белоруссии, после чего «Нафтогаз Украины» начал закупки у «Белэнерго». Поставки электроэнергии на Украину из России были возобновлены 1 октября 2019 года.

### 2020
16 января Верховная рада Украины приняла закон «О полном общем среднем образовании», по которому русскоговорящие дети будут иметь право учиться на родном языке до 5 класса, после чего не менее 80 % обучения будет идти на государственном украинском языке (в то время как для детей украиноязычных граждан и представителей коренных народов (крымских татар, караимов и крымчаков) сохраняется возможность получать образование на родном языке в течение всего срока обучения в школе, а говорящим на языках стран Евросоюза меньшинствам — с постепенным увеличением времени преподавания на украинском языке к 9 классу с 20 % до 60 %). Закон вызвал негативную оценку российского МИДа.
<…>
4 марта Верховная рада приняла отставку Алексея Гончарука с должности премьер-министра, в результате чего правительство было расформировано. Новым премьер-министром был утверждён Денис Шмыгаль.
В марте Верховная рада во втором чтении приняла закон об отмене моратория на продажу земли. За законопроект проголосовали 259 депутатов, из них 206 человек — представители партии «Слуга народа». Продажа сельхозземель начинается 1 июля 2021 года. До 2024 года землю смогут покупать только физические лица не более 100 га в одни руки. С 2024 года это право получат и юрлица, а лимит повысится до 10 тыс. га. Приватизация государственной земли будет запрещена.
Тогда же на внеочередном заседании Верховной рады с участием самого Зеленского прошло обсуждение законопроекта, запрещающего возвращение национализированной собственности и выплату компенсаций за неё. Законопроект прозвали «антиколомойским», поскольку, как полагают, он должен был ударить прежде всего по олигарху Игорю Коломойскому, пытавшемуся получить от государства компенсацию за национализацию в 2017 году принадлежавшего ему Приватбанка. Принятие этих двух законов, против чего выступали многие политики и влиятельные бизнесмены, было одним из условий предоставления Украине транша МВФ в $10 млрд. «Антиколомойский» закон был принят в первом чтении при поддержке Порошенко и его фракции «Европейская солидарность», но за последовавшую неделю депутатами было подано несколько тысяч поправок, что позволяло затянуть принятие закона на неопределённое время.
30 марта Верховная рада отправила в отставку министров здравоохранения и финансов Илью Емеца и Игоря Уманского. Депутаты утвердили предложенные главой правительства кандидатуры: Сергея Марченко на пост главы Минфина и Максима Степанова в руководство Минздрава.
<…>
Летом 2020 года Верховная рада приняла закон о привлечении к ответственности воров в законе и криминальных авторитетов. В мае 2021 года Зеленский подписал указ о наложении санкций на более 500 из них. Ограничения среди прочего предполагают блокировку активов, запрет въезда на территорию Украины, отказ в предоставлении и аннулирование виз, вида на временное или постоянное проживание, невозможность получения ими гражданства Украины и принудительное выдворение лиц, не являющихся украинскими гражданами. 4 июня 2021 года в своём обращении по результатам заседания СНБО Зеленский заявил, что в результате выполнения решений СНБО «удалось достичь практически нулевого влияния воров в законе на криминогенную ситуацию в Украине. Кроме того, после санкций СНБО прекратили преступное влияние 111 этнических криминальных авторитетов. Треть выдворена из Украины. Другие ожидают завершения процедуры выдворения либо пребывают под следствием. У остальных — аннулированы документы на проживание в Украине».
16 июля 2020 года Верховная рада утвердила главой Национального банка Украины Кирилла Шевченко. Его предшественник Яков Смолий ушёл в отставку, обвинив руководство страны в систематическом давлении на возглавляемое им независимое ведомство.
<…>

### 2021
<…>
В феврале Верховная рада приняла закон «О народовластии через всеукраинский референдум».
6 марта Зеленский объявил о старте деолигархизации — преодоления системы, в которой доминируют олигархи. В заявлении офиса президента Украины было сказано, что борьба с олигархами подразумевает не только уголовные разбирательства, но и создание условий для прозрачной и конкурентной среды для бизнеса: «Мы неотступно будем двигаться на пути реформирования каждого сектора и укрепления наших отношений, в том числе и со стратегическим партнёром — США». 5 марта США ввели санкции против Игоря Коломойского, обвинив его в коррупции на посту губернатора Днепропетровской области в 2014—2015 годах и попытке «подрыва демократических процессов и институтов на Украине».
18 мая Верховная рада Украины отправила в отставку министра здравоохранения Максима Степанова, министра развития экономики, торговли и сельского хозяйства Игоря Петрашко, а также министра инфраструктуры Владислава Криклия.
2 июня Зеленский внёс в Верховную раду проект закона, направленный на предотвращение угроз, исходящих от олигархов: «О предотвращении угроз национальной безопасности, связанных с чрезмерным влиянием лиц, имеющих значительный экономический или политический вес в общественной жизни (олигархов)». Ранее, в мае, Зеленский анонсировал создание реестра олигархов на основании трёх критериев: сотрудничество с депутатами и чиновниками, сумма активов и связи с медиа. По данным СНБО, в стране живут 13 предпринимателей, которые оказывают влияние на политику и экономику государства. 4 июня в видеообращении по итогам заседания СНБО он заявил, что этот законопроект — только первый шаг, «создание фундамента для противодействия олигархическому воздействию». В июле Верховная рада приняла законопроект в первом чтении.
1 июля Верховная рада приняла инициированный президентом Зеленским закон о коренных народах Украины. К таким народом относятся народы, чья этническая общность сформировалась на территории страны и у которых нет собственного государственного образования за пределами Украины. К коренным народам Украины относятся крымские татары, караимы и крымчаки. Документ устанавливает правовую защиту над коренными народами от лишения их целостности, культурных ценностей и разжигания розни и ненависти против них. За принятие законопроекта в окончательном чтении проголосовали 325 народных депутатов. Голосов против во время рассмотрения документа не было. Русские не входят в перечень коренных народов Украины. Как заявил министр иностранных дел Украины Кулеба, русские на Украине — это национальное меньшинство, «права которого защищены Конституцией наравне с другими». «Они не могут быть коренным народом, потому что у них есть собственная страна».
15 июля Верховная рада утвердила отставку главы МВД Арсена Авакова — одного из самых могущественных политиков Украины, который вошёл в правительство после Евромайдана в феврале 2014 года и проработал при двух президентах и четырёх премьерах. Ожидается, что он может сыграть решающую роль в приходе к власти в Киеве нового лидера и стать вторым лицом в украинской политике.
В сентябре был принят во втором чтении закон «О предотвращении и противодействии антисемитизму в Украине». Согласно этому закону, максимальный срок наказания за проявление антисемитизма — восемь лет лишения свободы. При этом уровень антисемитизма на Украине, согласно исследованию ADL Global 100 Index от 2019 года, остаётся одним из самых высоких в Европе.
В сентябре Верховная рада Украины отвергла инициативу об обращении к США с просьбой о предоставлении Украине статуса основного союзника вне НАТО (Major non-NATO Ally). В пропрезидентской партии «Слуга народа» пояснили: такой статус может навредить продвижению страны в НАТО и не даёт ей гарантий безопасности. В 2014 году Сенат США поддержал законопроект о предоставлении Украине такого статуса, но он не был одобрен Палатой представителей. В 2017 году Рада уже принимала постановление об обращении к Конгрессу США с просьбой о предоставлении Украине этого статуса. В 2019 году в Палату представителей вновь был внесён законопроект, согласно которому Украине могли бы предоставить такой статус, но и эта инициатива ни к чему не привела.
7 октября в отставку был отправлен спикер Верховной рады Дмитрий Разумков. В партии «Слуга народа» заявили, что Разумков, ранее возглавлявший её предвыборный список, перестал быть «частью команды», сделав приоритетом личные политические амбиции. Разумков, в частности, выступил против наделения СНБО сверхполномочиями, критиковал введение санкций в отношении оппозиционных политиков и СМИ, выступил против важнейшей президентской инициативы — «антиолигархического» законопроекта, наделяющего СНБО правом объявлять предпринимателя олигархом. Разумков в ответ обвинил партию в предательстве идеалов и стремлении к узурпации власти. Отставку поддержали 284 депутата. В числе проголосовавших «за» были 215 представителей «Слуги народа». Против голосовали парламентарии от партий «Оппозиционная платформа — За жизнь» (ОПЗЖ) и «Европейская солидарность»